# Badminton nos Jogos Olímpicos de Verão de 2016 - Simples feminino
O torneio de simples feminino do badminton nos Jogos Olímpicos de Verão de 2016, no Rio de Janeiro, realizou-se entre 11 e 19 de agosto no pavilhão 4 do Riocentro.

## Calendário
|          | Quinta 11 ago | Sexta 12 ago | Sábado 13 ago | Domingo 14 ago | Segunda 15 ago | Terça 16 ago | Quarta 17 ago | Quinta 18 ago | Sexta 19 ago |
| -------- | ------------- | ------------ | ------------- | -------------- | -------------- | ------------ | ------------- | ------------- | ------------ |
| Feminino | Grupos        | Grupos       | Grupos        | Grupos         | Oitavas        | Quartas      |               | Semi          | Medalhas     |

## Medalhistas
Carolina Marín foi medalha de ouro pela Espanha ao superar P. V. Sindhu (Índia) na final, enquanto Nozomi Okuhara ficou com o bronze pelo Japão depois da desistência devido a lesão de Li Xuerui do encontro da disputa por essa medalha.
| Ouro   | ESP Carolina Marín |
| Prata  | IND P. V. Sindhu   |
| Bronze | JPN Nozomi Okuhara |

## Resultados

### Fase de grupos
A primeira fase incluiu 12 grupos de três atletas e um com quatro jogadoras. A primeira classificada de cada um seguiu em frente, três delas diretamente às quartas de final.
Todos as partidas seguem o horário local (UTC−3).

#### Grupo A
| Atleta              | J | V | D | SG | SP | Pts |
| ------------------- | - | - | - | -- | -- | --- |
| ESP Carolina Marín  | 2 | 2 | 0 | 4  | 0  | 2   |
| DEN Line Kjærsfeldt | 2 | 1 | 1 | 2  | 2  | 1   |
| FIN Nanna Vainio    | 2 | 0 | 2 | 0  | 4  | 0   |

| Atleta 1            | Resultado           | Atleta 2            |
| 11 de agosto, 11:55 | 11 de agosto, 11:55 | 11 de agosto, 11:55 |
| ------------------- | ------------------- | ------------------- |
| ESP Carolina Marín  | 21–6 21–4           | FIN Nanna Vainio    |
| 12 de agosto, 15:30 |                     |                     |
| DEN Line Kjærsfeldt | 21–9 21–8           | FIN Nanna Vainio    |
| 13 de agosto, 19:30 |                     |                     |
| ESP Carolina Marín  | 21–16 21–13         | DEN Line Kjærsfeldt |

#### Grupo C
| Atleta              | J | V | D | SG | SP | Pts |
| ------------------- | - | - | - | -- | -- | --- |
| KOR Sung Ji-hyun    | 2 | 2 | 0 | 4  | 0  | 2   |
| SIN Liang Xiaoyu    | 2 | 1 | 1 | 2  | 2  | 1   |
| FRA Delphine Lansac | 2 | 0 | 2 | 0  | 4  | 0   |

| Atleta 1            | Resultado           | Atleta 2            |
| 12 de agosto, 10:45 | 12 de agosto, 10:45 | 12 de agosto, 10:45 |
| ------------------- | ------------------- | ------------------- |
| KOR Sung Ji-hyun    | 21–13 21–14         | FRA Delphine Lansac |
| 13 de agosto, 09:35 |                     |                     |
| SIN Liang Xiaoyu    | 21–7 21–15          | FRA Delphine Lansac |
| 14 de agosto, 09:40 |                     |                     |
| KOR Sung Ji-hyun    | 21–17 21–11         | SIN Liang Xiaoyu    |

#### Grupo D
| Atleta             | J | V | D | SG | SP | Pts |
| ------------------ | - | - | - | -- | -- | --- |
| BUL Linda Zetchiri | 2 | 2 | 0 | 4  | 1  | 2   |
| GBR Kirsty Gilmour | 2 | 1 | 1 | 3  | 2  | 1   |
| SUI Sabrina Jaquet | 2 | 0 | 2 | 0  | 4  | 0   |

| Atleta 1            | Resultado           | Atleta 2            |
| 11 de agosto, 21:05 | 11 de agosto, 21:05 | 11 de agosto, 21:05 |
| ------------------- | ------------------- | ------------------- |
| GBR Kirsty Gilmour  | 21–17 21–15         | SUI Sabrina Jaquet  |
| 13 de agosto, 21:05 |                     |                     |
| BUL Linda Zetchiri  | 21–17 21–15         | SUI Sabrina Jaquet  |
| 14 de agosto, 19:30 |                     |                     |
| GBR Kirsty Gilmour  | 21–12 17–21 16–21   | BUL Linda Zetchiri  |

#### Grupo E
| Atleta           | J | V | D | SG | SP | Pts |
| ---------------- | - | - | - | -- | -- | --- |
| CHN Li Xuerui    | 3 | 3 | 0 | 6  | 0  | 3   |
| USA Iris Wang    | 3 | 2 | 1 | 4  | 4  | 2   |
| BEL Lianne Tan   | 3 | 1 | 2 | 3  | 4  | 1   |
| POR Telma Santos | 3 | 0 | 3 | 1  | 6  | 0   |

| Atleta 1            | Resultado           | Atleta 2            |
| 11 de agosto, 19:55 | 11 de agosto, 19:55 | 11 de agosto, 19:55 |
| ------------------- | ------------------- | ------------------- |
| USA Iris Wang       | 21–17 20–22 21–14   | BEL Lianne Tan      |
| 11 de agosto, 19:55 |                     |                     |
| CHN Li Xuerui       | 21–12 21–7          | POR Telma Santos    |
| 12 de agosto, 19:30 |                     |                     |
| USA Iris Wang       | 18–21 –10 21–12     | POR Telma Santos    |
| 12 de agosto, 20:30 |                     |                     |
| CHN Li Xuerui       | 21–11 21–11         | BEL Lianne Tan      |
| 14 de agosto, 15:55 |                     |                     |
| CHN Li Xuerui       | 21–16 21–12         | USA Iris Wang       |
| 14 de agosto, 19:55 |                     |                     |
| BEL Lianne Tan      | 21–16 21–18         | POR Telma Santos    |

#### Grupo G
| Atleta               | J | V | D | SG | SP | Pts |
| -------------------- | - | - | - | -- | -- | --- |
| UKR Marija Ulitina   | 2 | 2 | 0 | 4  | 0  | 2   |
| IND Saina Nehwal     | 2 | 1 | 1 | 2  | 2  | 1   |
| BRA Lohaynny Vicente | 2 | 0 | 2 | 0  | 4  | 0   |

| Atleta 1            | Resultado           | Atleta 2             |
| 11 de agosto, 11:20 | 11 de agosto, 11:20 | 11 de agosto, 11:20  |
| ------------------- | ------------------- | -------------------- |
| IND Saina Nehwal    | 21–17 21–17         | BRA Lohaynny Vicente |
| 13 de agosto, 11:55 |                     |                      |
| UKR Marija Ulitina  | 21–13 21–13         | BRA Lohaynny Vicente |
| 14 de agosto, 08:55 |                     |                      |
| IND Saina Nehwal    | 18–21 19–21         | UKR Marija Ulitina   |

#### Grupo H
| Atleta                       | J | V | D | SG | SP | Pts |
| ---------------------------- | - | - | - | -- | -- | --- |
| THA Porntip Buranaprasertsuk | 2 | 2 | 0 | 4  | 0  | 2   |
| MRI Kate Foo Kune            | 2 | 1 | 1 | 2  | 2  | 1   |
| AUS Wendy Chen Hsuan-yu      | 2 | 0 | 2 | 0  | 4  | 0   |

| Atleta 1                     | Resultado           | Atleta 2                |
| 11 de agosto, 20:30          | 11 de agosto, 20:30 | 11 de agosto, 20:30     |
| ---------------------------- | ------------------- | ----------------------- |
| THA Porntip Buranaprasertsuk | 21–14 21–15         | AUS Wendy Chen Hsuan-yu |
| 13 de agosto, 19:55          |                     |                         |
| MRI Kate Foo Kune            | 21–16 21–19         | AUS Wendy Chen Hsuan-yu |
| 14 de agosto, 21:05          |                     |                         |
| THA Porntip Buranaprasertsuk | 21–7 21–18          | MRI Kate Foo Kune       |

#### Grupo I
| Atleta                | J | V | D | SG | SP | Pts |
| --------------------- | - | - | - | -- | -- | --- |
| KOR Bae Yeon-ju       | 2 | 2 | 0 | 4  | 0  | 2   |
| TUR Özge Bayrak       | 2 | 1 | 1 | 2  | 2  | 1   |
| ITA Jeanine Cicognini | 2 | 0 | 2 | 0  | 4  | 0   |

| Atleta 1            | Resultado           | Atleta 2              |
| 12 de agosto, 19:55 | 12 de agosto, 19:55 | 12 de agosto, 19:55   |
| ------------------- | ------------------- | --------------------- |
| KOR Bae Yeon-ju     | 21–11 21–8          | ITA Jeanine Cicognini |
| 13 de agosto, 15:30 |                     |                       |
| TUR Özge Bayrak     | 21–14 21–9          | ITA Jeanine Cicognini |
| 14 de agosto, 16:40 |                     |                       |
| KOR Bae Yeon-ju     | 21–11 21–7          | TUR Özge Bayrak       |

#### Grupo J
| Atleta                | J | V | D | SG | SP | Pts |
| --------------------- | - | - | - | -- | -- | --- |
| JPN Nozomi Okuhara    | 2 | 2 | 0 | 4  | 0  | 2   |
| VIE Vũ Thị Trang      | 2 | 1 | 1 | 2  | 2  | 1   |
| INA Lindaweni Fanetri | 2 | 0 | 2 | 0  | 4  | 0   |

| Atleta 1              | Resultado           | Atleta 2              |
| 12 de agosto, 08:00   | 12 de agosto, 08:00 | 12 de agosto, 08:00   |
| --------------------- | ------------------- | --------------------- |
| JPN Nozomi Okuhara    | 21–10 21–8          | VIE Vũ Thị Trang      |
| 13 de agosto, 11:20   |                     |                       |
| INA Lindaweni Fanetri | 12–21 11–21         | VIE Vũ Thị Trang      |
| 14 de agosto, 10:05   |                     |                       |
| JPN Nozomi Okuhara    | 21–12 21–12         | INA Lindaweni Fanetri |

#### Grupo K
| Atleta                | J | V | D | SG | SP | Pts |
| --------------------- | - | - | - | -- | -- | --- |
| JPN Akane Yamaguchi   | 2 | 2 | 0 | 4  | 1  | 2   |
| MAS Tee Jing Yi       | 2 | 1 | 1 | 2  | 2  | 1   |
| CZE Kristína Gavnholt | 2 | 0 | 2 | 1  | 4  | 0   |

| Atleta 1            | Resultado           | Atleta 2              |
| 12 de agosto, 10:45 | 12 de agosto, 10:45 | 12 de agosto, 10:45   |
| ------------------- | ------------------- | --------------------- |
| JPN Akane Yamaguchi | 20–22 21–12 21–15   | CZE Kristína Gavnholt |
| 13 de agosto, 08:25 |                     |                       |
| MAS Tee Jing Yi     | 22–20 21–15         | CZE Kristína Gavnholt |
| 14 de agosto, 08:30 |                     |                       |
| JPN Akane Yamaguchi | 21–18 21–5          | MAS Tee Jing Yi       |

#### Grupo L
| Atleta                | J | V | D | SG | SP | Pts |
| --------------------- | - | - | - | -- | -- | --- |
| THA Ratchanok Intanon | 2 | 2 | 0 | 4  | 0  | 2   |
| EST Kati Tolmoff      | 2 | 1 | 1 | 2  | 3  | 1   |
| HKG Yip Pui Yin       | 2 | 0 | 2 | 1  | 4  | 0   |

| Atleta 1              | Resultado           | Atleta 2            |
| 11 de agosto, 08:25   | 11 de agosto, 08:25 | 11 de agosto, 08:25 |
| --------------------- | ------------------- | ------------------- |
| THA Ratchanok Intanon | 21–14 21–13         | EST Kati Tolmoff    |
| 12 de agosto, 09:00   |                     |                     |
| HKG Yip Pui Yin       | 21–5 13–21 19–21    | EST Kati Tolmoff    |
| 14 de agosto, 08:30   |                     |                     |
| THA Ratchanok Intanon | 21–18 21–12         | HKG Yip Pui Yin     |

#### Grupo M
| Atleta           | J | V | D | SG | SP | Pts |
| ---------------- | - | - | - | -- | -- | --- |
| IND P. V. Sindhu | 2 | 2 | 0 | 4  | 1  | 2   |
| CAN Michelle Li  | 2 | 1 | 1 | 3  | 2  | 1   |
| HUN Laura Sárosi | 2 | 0 | 2 | 0  | 4  | 0   |

| Atleta 1            | Resultado           | Atleta 2            |
| 11 de agosto, 10:10 | 11 de agosto, 10:10 | 11 de agosto, 10:10 |
| ------------------- | ------------------- | ------------------- |
| IND P. V. Sindhu    | 21–8 21–9           | HUN Laura Sárosi    |
| 13 de agosto, 16:40 |                     |                     |
| CAN Michelle Li     | 21–11 21–8          | HUN Laura Sárosi    |
| 14 de agosto, 11:15 |                     |                     |
| IND P. V. Sindhu    | 19–21 –15 21–17     | CAN Michelle Li     |

#### Grupo N
| Atleta                | J | V | D | SG | SP | Pts |
| --------------------- | - | - | - | -- | -- | --- |
| TPE Tai Tzu-ying      | 2 | 2 | 0 | 4  | 0  | 2   |
| RUS Natalia Perminova | 2 | 1 | 1 | 2  | 2  | 1   |
| AUT Elisabeth Baldauf | 2 | 0 | 2 | 0  | 4  | 0   |

| Atleta 1              | Resultado           | Atleta 2              |
| 11 de agosto, 11:20   | 11 de agosto, 11:20 | 11 de agosto, 11:20   |
| --------------------- | ------------------- | --------------------- |
| TPE Tai Tzu-ying      | 21–11 21–9          | AUT Elisabeth Baldauf |
| 13 de agosto, 19:30   |                     |                       |
| RUS Natalia Perminova | 21–17 21–8          | AUT Elisabeth Baldauf |
| 14 de agosto, 20:30   |                     |                       |
| TPE Tai Tzu-ying      | 21–12 21–9          | RUS Natalia Perminova |

#### Grupo P
| Atleta             | J | V | D | SG | SP | Pts |
| ------------------ | - | - | - | -- | -- | --- |
| CHN Wang Yihan     | 2 | 2 | 0 | 4  | 0  | 2   |
| GER Karin Schnaase | 2 | 1 | 1 | 2  | 2  | 1   |
| IRL Chloe Magee    | 2 | 0 | 2 | 0  | 4  | 0   |

| Atleta 1            | Resultado           | Atleta 2            |
| 11 de agosto, 09:00 | 11 de agosto, 09:00 | 11 de agosto, 09:00 |
| ------------------- | ------------------- | ------------------- |
| CHN Wang Yihan      | 21–7 21–12          | IRL Chloe Magee     |
| 12 de agosto, 21:05 |                     |                     |
| GER Karin Schnaase  | 21–14 21–19         | IRL Chloe Magee     |
| 14 de agosto, 15:30 |                     |                     |
| CHN Wang Yihan      | 21–11 21–16         | GER Karin Schnaase  |

### Fase final
Uma fase a eliminar seguiu-se à fase de grupos, com as atletas a poderem fazer um máximo de mais quatro encontros.
|  | Oitavas de final             | Oitavas de final             | Oitavas de final             | Oitavas de final             |                    |                    | Quartas de final    | Quartas de final    | Quartas de final    | Quartas de final    |                    |     | Semifinal | Semifinal | Semifinal | Semifinal |  |  | Final | Final | Final | Final |
|  |                              |                              |                              |                              |                    |                    |                     |                     |                     |                     |                    |     |           |           |           |           |  |  |       |       |       |       |
|  |                              |                              |                              |                              |                    |                    |                     |                     |                     |                     |                    |     |           |           |           |           |  |  |       |       |       |       |
|  |                              |                              |                              |                              |                    |                    |                     |                     |                     |                     |                    |     |           |           |           |           |  |  |       |       |       |       |
|  |                              |                              |                              |                              |                    |                    |                     |                     |                     |                     |                    |     |           |           |           |           |  |  |       |       |       |       |
|  |                              |                              |                              |                              |                    |                    |                     |                     |                     |                     |                    |     |           |           |           |           |  |  |       |       |       |       |
|  |                              |                              |                              |                              |                    |                    |                     |                     |                     |                     |                    |     |           |           |           |           |  |  |       |       |       |       |
|  | ESP Carolina Marín           | ESP Carolina Marín           | 21                           | 21                           |                    |                    |                     |                     |                     |                     |                    |     |           |           |           |           |  |  |       |       |       |       |
|  | ESP Carolina Marín           | ESP Carolina Marín           | 21                           | 21                           |                    |                    |                     |                     |                     |                     |                    |     |           |           |           |           |  |  |       |       |       |       |
|  |                              |                              | KOR Sung Ji-hyun             | KOR Sung Ji-hyun             | 12                 | 16                 |                     |                     |                     |                     |                    |     |           |           |           |           |  |  |       |       |       |       |
|  | KOR Sung Ji-hyun             | KOR Sung Ji-hyun             | KOR Sung Ji-hyun             | KOR Sung Ji-hyun             | 12                 | 16                 | 21                  | 21                  |                     |                     |                    |     |           |           |           |           |  |  |       |       |       |       |
|  | KOR Sung Ji-hyun             | KOR Sung Ji-hyun             |                              |                              |                    |                    | 21                  | 21                  |                     |                     |                    |     |           |           |           |           |  |  |       |       |       |       |
|  | BUL Linda Zetchiri           | BUL Linda Zetchiri           | 15                           | 12                           |                    |                    |                     |                     |                     |                     |                    |     |           |           |           |           |  |  |       |       |       |       |
|  | BUL Linda Zetchiri           | BUL Linda Zetchiri           | 15                           | 12                           | ESP Carolina Marín | ESP Carolina Marín | 21                  | 21                  |                     |                     |                    |     |           |           |           |           |  |  |       |       |       |       |
|  |                              |                              |                              |                              | ESP Carolina Marín | ESP Carolina Marín | 21                  | 21                  |                     |                     |                    |     |           |           |           |           |  |  |       |       |       |       |
|  |                              | CHN Li Xuerui                | CHN Li Xuerui                | 14                           | 16                 |                    |                     |                     |                     |                     |                    |     |           |           |           |           |  |  |       |       |       |       |
|  |                              | CHN Li Xuerui                | CHN Li Xuerui                | 14                           | 16                 |                    |                     |                     |                     |                     |                    |     |           |           |           |           |  |  |       |       |       |       |
|  |                              |                              |                              |                              |                    |                    |                     |                     |                     |                     |                    |     |           |           |           |           |  |  |       |       |       |       |
|  |                              |                              |                              |                              |                    |                    |                     |                     |                     |                     |                    |     |           |           |           |           |  |  |       |       |       |       |
|  | CHN Li Xuerui                | CHN Li Xuerui                | 21                           | 21                           |                    |                    |                     |                     |                     |                     |                    |     |           |           |           |           |  |  |       |       |       |       |
|  | CHN Li Xuerui                | CHN Li Xuerui                | 21                           | 21                           |                    |                    |                     |                     |                     |                     |                    |     |           |           |           |           |  |  |       |       |       |       |
|  |                              |                              | THA Porntip Buranaprasertsuk | THA Porntip Buranaprasertsuk | 12                 | 17                 |                     |                     |                     |                     |                    |     |           |           |           |           |  |  |       |       |       |       |
|  | UKR Marija Ulitina           | UKR Marija Ulitina           | THA Porntip Buranaprasertsuk | THA Porntip Buranaprasertsuk | 12                 | 17                 | 14                  | 16                  |                     |                     |                    |     |           |           |           |           |  |  |       |       |       |       |
|  | UKR Marija Ulitina           | UKR Marija Ulitina           |                              |                              |                    |                    | 14                  | 16                  |                     |                     |                    |     |           |           |           |           |  |  |       |       |       |       |
|  | THA Porntip Buranaprasertsuk | THA Porntip Buranaprasertsuk | 21                           | 21                           |                    |                    |                     |                     |                     |                     |                    |     |           |           |           |           |  |  |       |       |       |       |
|  | THA Porntip Buranaprasertsuk | THA Porntip Buranaprasertsuk | 21                           | 21                           | ESP Carolina Marín | 19                 | 21                  | 21                  |                     |                     |                    |     |           |           |           |           |  |  |       |       |       |       |
|  |                              |                              |                              |                              | ESP Carolina Marín | 19                 | 21                  | 21                  |                     |                     |                    |     |           |           |           |           |  |  |       |       |       |       |
|  |                              | IND P. V. Sindhu             | 21                           | 12                           | 15                 |                    |                     |                     |                     |                     |                    |     |           |           |           |           |  |  |       |       |       |       |
|  | KOR Bae Yeon-ju              | KOR Bae Yeon-ju              | 21                           | 12                           | 15                 | 6                  | 7                   |                     |                     |                     |                    |     |           |           |           |           |  |  |       |       |       |       |
|  | KOR Bae Yeon-ju              | KOR Bae Yeon-ju              |                              |                              |                    |                    | 7                   |                     |                     |                     |                    |     |           |           |           |           |  |  |       |       |       |       |
|  | JPN Nozomi Okuhara           | JPN Nozomi Okuhara           | 21                           | 21                           |                    |                    |                     |                     |                     |                     |                    |     |           |           |           |           |  |  |       |       |       |       |
|  | JPN Nozomi Okuhara           | JPN Nozomi Okuhara           | 21                           | 21                           | JPN Nozomi Okuhara | 11                 | 21                  | 21                  |                     |                     |                    |     |           |           |           |           |  |  |       |       |       |       |
|  |                              |                              |                              |                              | JPN Nozomi Okuhara | 11                 | 21                  | 21                  |                     |                     |                    |     |           |           |           |           |  |  |       |       |       |       |
|  |                              | JPN Akane Yamaguchi          | 21                           | 17                           | 10                 |                    |                     |                     |                     |                     |                    |     |           |           |           |           |  |  |       |       |       |       |
|  | JPN Akane Yamaguchi          | JPN Akane Yamaguchi          | 21                           | 17                           | 10                 | 21                 | 21                  |                     |                     |                     |                    |     |           |           |           |           |  |  |       |       |       |       |
|  | JPN Akane Yamaguchi          | JPN Akane Yamaguchi          |                              |                              |                    |                    | 21                  |                     |                     |                     |                    |     |           |           |           |           |  |  |       |       |       |       |
|  | THA Ratchanok Intanon        | THA Ratchanok Intanon        | 19                           | 16                           |                    |                    |                     |                     |                     |                     |                    |     |           |           |           |           |  |  |       |       |       |       |
|  | THA Ratchanok Intanon        | THA Ratchanok Intanon        | 19                           | 16                           | JPN Nozomi Okuhara | JPN Nozomi Okuhara | 19                  | 10                  |                     |                     |                    |     |           |           |           |           |  |  |       |       |       |       |
|  |                              |                              |                              |                              | JPN Nozomi Okuhara | JPN Nozomi Okuhara | 19                  | 10                  |                     |                     |                    |     |           |           |           |           |  |  |       |       |       |       |
|  |                              | IND P. V. Sindhu             | IND P. V. Sindhu             | 21                           | 21                 |                    | Disputa pelo bronze | Disputa pelo bronze | Disputa pelo bronze | Disputa pelo bronze |                    |     |           |           |           |           |  |  |       |       |       |       |
|  | IND P. V. Sindhu             | IND P. V. Sindhu             | IND P. V. Sindhu             | 21                           | 21                 | 21                 | Disputa pelo bronze | Disputa pelo bronze | Disputa pelo bronze | Disputa pelo bronze | 21                 |     |           |           |           |           |  |  |       |       |       |       |
|  | IND P. V. Sindhu             | IND P. V. Sindhu             |                              |                              |                    |                    |                     |                     |                     |                     | 21                 |     |           |           |           |           |  |  |       |       |       |       |
|  | TPE Tai Tzu-ying             | TPE Tai Tzu-ying             | 13                           | 15                           |                    |                    |                     |                     |                     |                     |                    |     |           |           |           |           |  |  |       |       |       |       |
|  | TPE Tai Tzu-ying             | TPE Tai Tzu-ying             | 13                           | 15                           | IND P. V. Sindhu   | IND P. V. Sindhu   | 22                  | 21                  | JPN Nozomi Okuhara  | JPN Nozomi Okuhara  | JPN Nozomi Okuhara | w/o |           |           |           |           |  |  |       |       |       |       |
|  |                              |                              |                              |                              | IND P. V. Sindhu   | IND P. V. Sindhu   | 22                  | 21                  | JPN Nozomi Okuhara  | JPN Nozomi Okuhara  | JPN Nozomi Okuhara | w/o |           |           |           |           |  |  |       |       |       |       |
|  |                              |                              | CHN Wang Yihan               | CHN Wang Yihan               | 20                 | 19                 |                     | CHN Li Xuerui       | CHN Li Xuerui       | CHN Li Xuerui       |                    |     |           |           |           |           |  |  |       |       |       |       |
|  |                              |                              | CHN Wang Yihan               | CHN Wang Yihan               | 20                 | 19                 |                     | CHN Li Xuerui       | CHN Li Xuerui       | CHN Li Xuerui       |                    |     |           |           |           |           |  |  |       |       |       |       |
|  |                              |                              |                              |                              |                    |                    |                     |                     |                     |                     |                    |     |           |           |           |           |  |  |       |       |       |       |
|  |                              |                              |                              |                              |                    |                    |                     |                     |                     |                     |                    |     |           |           |           |           |  |  |       |       |       |       |
|  |                              |                              |                              |                              |                    |                    |                     |                     |                     |                     |                    |     |           |           |           |           |  |  |       |       |       |       |